# Republikanie (Francja)
Republikanie (fr. Les Républicains, LR) – francuska partia polityczna. Powołana w 2015 z inicjatywy Nicolasa Sarkozy’ego w wyniku przekształcenia działającej od 2002 Unii na rzecz Ruchu Ludowego, stając się legalną sukcesorką UMP. Republikanie należą do Europejskiej Partii Ludowej. Ugrupowanie ma profil centroprawicowy, łączy m.in. nurty gaullistowskie, liberalno-konserwatywne i chadeckie.

## Historia
Unia na rzecz Ruchu Ludowego powstała z inicjatywy prezydenta Jacques’a Chiraca w 2002. Następnie stanowiła zaplecze polityczne Nicolasa Sarkozy’ego, który w 2012 nie uzyskał reelekcji w wyborach prezydenckich. UMP poniosła w tym samym roku porażkę w wyborach parlamentarnych, przechodząc do opozycji. W czerwcu 2014 do dymisji podał się jej przewodniczący Jean-François Copé. W listopadzie 2014 przeprowadzono nowe wybory przewodniczącego ugrupowania, w których mogli wziąć udział wszyscy zarejestrowani członkowie partii. W głosowaniu zwyciężył były prezydent Nicolas Sarkozy, otrzymując ponad 64% głosów.
Były prezydent zapowiedział dążenie do przekształcenia partii w nowe ugrupowanie, proponując powołanie na bazie UMP partii Republikanie. Deklaracja ta spotkała się z pewną krytyką ze strony lewicy, zarzucano bowiem uzurpowanie republikańskiego dziedzictwa. Postępowanie sądowe umożliwiło jednak przyjęcie nowej nazwy. Przekształcenie UMP w Republikanów zatwierdziły władze partii, a następnie zaakceptowało to ponad 83% biorących udział w głosowaniu członków ugrupowania. 30 maja 2015 odbył się kongres założycielski Republikanów. Skład władz centralnych Republikanów pozostał tożsamy z ostatnimi władzami UMP. Nicolas Sarkozy objął funkcję przewodniczącego, Nathalie Kosciusko-Morizet została wiceprzewodniczącą LR, a Laurent Wauquiez sekretarzem generalnym.
W grudniu 2015 Republikanie wystartowali w wyborach regionalnych jako największe ugrupowanie koalicji prawicy i centrum. Wspierani przez nich kandydaci wygrali w 7 z 13 regionów w Europie, a także na Reunionie. W lipcu 2016 Nicolas Sarkozy zapowiedział rezygnację z kierowania partią, by zaangażować się w kampanię przed prawyborami prezydenckimi na centroprawicy. W sierpniu tegoż roku pełniącym obowiązki przewodniczącego partii został Laurent Wauquiez, wykonywał tę funkcję do listopada 2016.
W listopadzie 2016 Republikanie zorganizowali prawybory przed wyborami prezydenckimi w 2017. W pierwszej turze zagłosowało około 4,3 miliona osób. Wygrał ją François Fillon z wynikiem 44%, przed Alainem Juppé (29%) i Nicolasem Sarkozym (21%). W drugiej turze, w której oddano około 4,4 miliona głosów, zwycięstwo odniósł François Fillon, zdobywając około 67% głosów. Kampania wyborcza kandydata Republikanów załamała się w styczniu 2017 w związku z „Penelopgate”, aferą związanym z zatrudnianiem żony polityka jako asystentki parlamentarnej. Ostatecznie François Fillon zajął 3. miejsce w pierwszej turze głosowania z wynikiem 20% głosów. Po wyborczym zwycięstwie centrowego kandydata Emmanuela Macrona nowym premierem został działacz Republikanów Édouard Philippe. W nowym gabinecie bez zgody władz partii znaleźli się także inni przedstawiciele centroprawicy (np. Bruno Le Maire); w konsekwencji wszyscy zostali wykluczeni z szeregów ugrupowania.
Przed wyborami parlamentarnymi w 2017 Republikanie zawarli porozumienie z Unią Demokratów i Niezależnych, wystawiając w większości okręgów wspólnych kandydatów. W wyborach tych koalicja centroprawicy zajęła drugie miejsce za większością prezydencką. Do Zgromadzenia Narodowego XV kadencji weszło 112 kandydatów Republikanów i 18 przedstawicieli UDI. W tym samym roku grupa działaczy opowiadających się za współpracą z nowym prezydentem powołała ugrupowanie Agir.
W grudniu 2017 Republikanie przeprowadzili wybory na wakujące od ponad roku stanowisko przewodniczącego. Zwyciężył w nich Laurent Wauquiez, którego w poparło blisko 75% głosujących. W wyborach europejskich w 2019 na czele listy wyborczej partii stanął François-Xavier Bellamy. Ugrupowanie zajęło czwarte miejsce w głosowaniu z maja tegoż roku, otrzymując 8,5% głosów i 8 mandatów. Słaby wynik partii doprowadził w czerwcu do dymisji Laurenta Wauquieza, a tymczasowe przywództwo w partii przejął Jean Leonetti. W październiku 2019 na czele ugrupowania stanął Christian Jacob. W 2022 kandydatką partii w wyborach prezydenckich była Valérie Pécresse; w pierwszej turze głosowania otrzymała 4,8% głosów, zajmując piąte miejsce wśród 12 kandydatów. W wyborach parlamentarnych w tym samym roku Republikanie uzyskali 61 mandatów w niższej izbie francuskiego parlamentu. W czerwcu 2022 Christian Jacob ustąpił z funkcji przewodniczącego partii. W grudniu tegoż roku nowym liderem Republikanów został Éric Ciotti.
W wyborach do PE z czerwca 2024 partia otrzymała 7,3% głosów i 6 mandatów. Wkrótce po tych wyborach i rozpisaniu nowych wyborów parlamentarnych Éric Ciotti zadeklarował publicznie zawarcie porozumienia wyborczego ze skrajnie prawicowym Zjednoczeniem Narodowym. Od koncepcji tej odcięli się niemal wszyscy najważniejsi politycy Republikanów, a jej sformułowanie doprowadziło do kryzysu w partii. Kierownictwo formacji podjęło w kolejnych dniach dwie decyzje o wykluczeniu Érica Ciottiego; ten odwołał się do sądu, który wstrzymał ich wykonanie, co pozwoliło politykowi formalnie pozostać na zajmowanej funkcji przewodniczącego. Ostatecznie Éric Ciotti przedstawił listę około 60 kandydatów uzgodnionych ze Zjednoczeniem Narodowym, z których mniej niż połowa była członkami Republikanów i wśród których poza nim znalazł się tylko jeden deputowany z około 60 posłów LR zakończonej kadencji. Kandydaci ci zostali w procedurze wyborczej zaklasyfikowani pod szyldem „unii skrajnej prawicy”. Jednocześnie komisja nominacyjna Republikanów (kontrolowana przez przeciwników przewodniczącego partii) stworzyła własne listy wyborcze. Do niższej izby parlamentu Republikanie wprowadzili z własnego komitetu około 40 posłów, a następnie utworzyli liczącą na początku kadencji 47 deputowanych frakcję pod nazwą La Droite républicaine, na czele której stanął Laurent Wauquiez. Éric Ciotti i jego zwolennicy powołali natomiast 16-osobową grupę A Droite.
Republikanie pozostawali w opozycji do rządzącego od 2017 prezydenta Emmanuela Macrona. We wrześniu 2024 prezydent powołał członka partii Michela Barniera na urząd premiera. Ugrupowanie tym razem wsparło nowy gabinet, a jego przedstawiciele objęli w nim w tym samym miesiącu stanowiska rządowe. W tym samym miesiącu Éric Ciotti ostatecznie ogłosił swoją rezygnację z członkostwa w partii. W grudniu 2024 Republikanie dołączyli do kolejnego rząd, na czele którego stanął François Bayrou. W maju 2025 Bruno Retailleau został wybrany na nowego przewodniczącego formacji.